# Death Will Reign
Death Will Reign – piąty album amerykańskiego zespołu deathcore’owego Impending Doom, wydany 5 listopada 2013 za pośrednictwem wytwórni Entertainment One Music. Jest to pierwsza płyta z udziałem gitarzysty Erica Correra po dołączeniu do zespołu w 2013 roku, tworząc od tego czasu kwintet. Produkcją zajął się Will Putney – gitarzysta znany z występów w zespole Fit for an Autopsy. Album zanotował 116. pozycję w zestawieniu Billboard 200, sprzedając się w około 4 300 egzemplarzy.

## Lista utworów
1. „Ravenous Disease” – 4:15
2. „Death Will Reign” (gościnnie Greg Wilburn) – 4:12
3. „Beyond the Grave” – 4:48
4. „My Own Maker” – 3:05
5. „Doomsday” – 3:05
6. „Rip, Tear, and Burn” – 3:02
7. „Hellhole” – 3:52
8. „My Blood” – 4:45
9. „Endless” – 3:36
10. „Live or Die” – 3:06
11. „The Great Divine” – 8:11

## Twórcy
Wykonawcy
- Brook Reeves – wokal
- Manny Contreras – gitara
- Eric Correra – gitara
- David Sittig – gitara basowa
- Brandon Trahan – perkusja

Występy gościnne
- Greg Wilburn – dodatkowy wokal w utworze „Death Will Reign”

Produkcja
- Will Putney – produkcja, miksowanie, mastering, inżynieria dźwięku, producent wykonawczy[3]

## Pozycje
| Lista (2013)                | Najwyższa lokata |
| --------------------------- | ---------------- |
| U.S. Billboard 200          | 116              |
| U.S. Top Christian Albums   | 6                |
| U.S. Top Rock Albums        | 26               |
| U.S. Top Hard Rock Albums   | 9                |
| U.S. Top Independent Albums | 18               |